# 曼努埃尔·佛朗哥
曼努埃尔·佛朗哥（西班牙語：Manuel Franco，1871年7月9日—1919年6月5日） ，巴拉圭律师、政治家，1916年至1919年担任第26任巴拉圭总统。

## 生平
毕业于国立亚松森大学法学系，1893年从政，佛朗哥曾经在校教授民法和道德伦理，1903年至1907年任國立貝納迪諾卡瓦列羅將軍學院校长，1908年埃米利亚诺·冈萨雷斯·纳维罗总统任命他为巴拉圭司法部长，后来改任内政部长。1912年，舍雷尔总统任命他为亚松森大学的校长。
1916年，佛朗哥當選為新一屆總統，在任期間，巴拉圭頒布選舉法案，允許無記名投票，其政府實施土地徵收，令無地農民從中獲益，亦設立藝術工藝學校，以培養技術人才，1919年6月5日，因心脏病逝世。
巴拉圭上巴拉那省的佛朗哥總統城以他的名字命名。